# Parlamentswahlen in Osttimor 2018

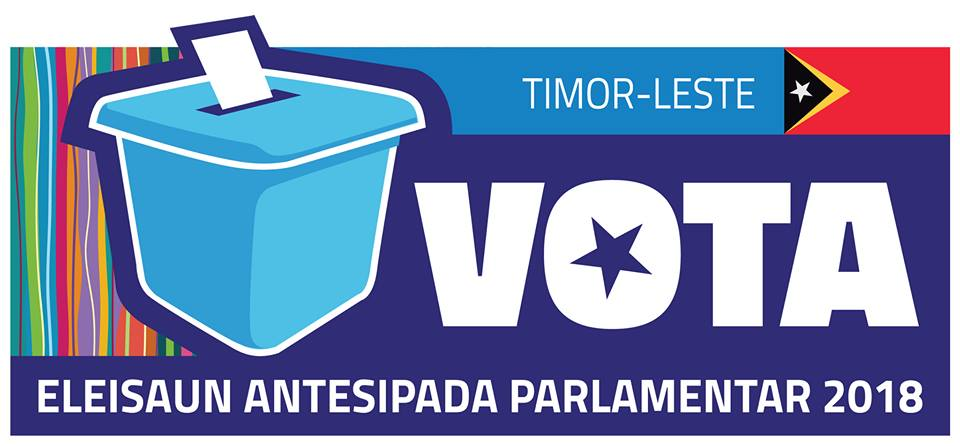
Wahlaufruf für die vorgezogenen Parlamentswahlen 2018

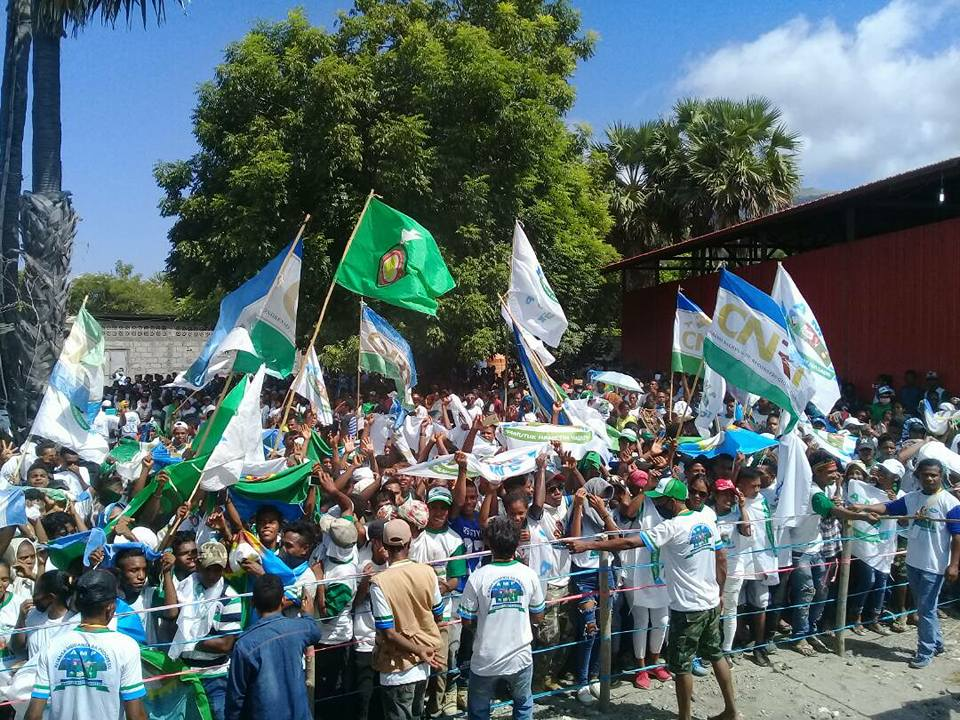
Wahlkampfveranstaltung der AMP auf Atauro

Die vorgezogenen Parlamentswahlen in Osttimor 2018 (im allgemeinen Sprachgebrauch in Tetum: eleisaun antesipada EA) entschieden über die Zusammensetzung des fünften Nationalparlaments Osttimors (Parlamento Nacional de Timor-Leste). Sie fanden am 12. Mai 2018 statt. 784.286 Menschen waren wahlberechtigt.

## Politische Situation vor den Wahlen

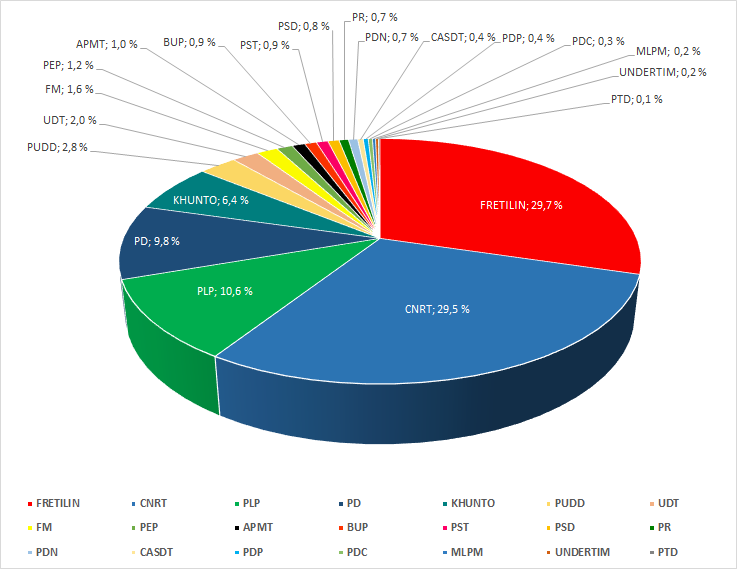
Ergebnis der Wahlen 2017

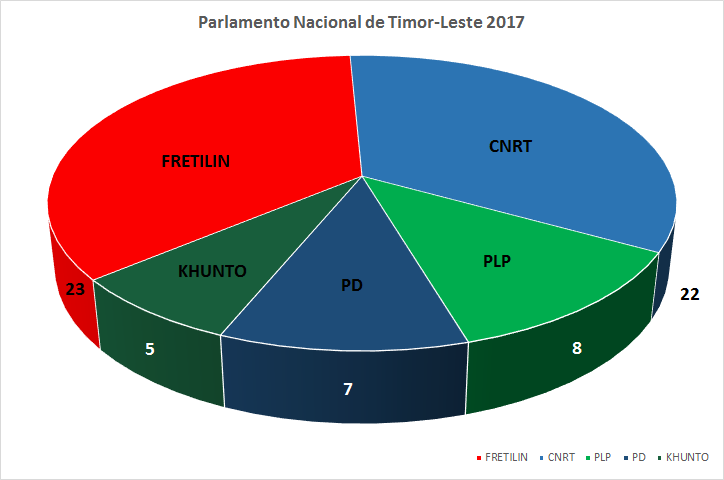
Sitzverteilung im Nationalparlament seit den Wahlen 2017

Bei den Parlamentswahlen 2017 konnte keine Partei eine absolute Mehrheit erreichen. Nachdem kurzfristig die Kmanek Haburas Unidade Nasional Timor Oan (KHUNTO) abgesprungen war, bildete Marí Bin Amude Alkatiri eine Minderheitsregierung aus seiner Frente Revolucionária do Timor-Leste Independente (FRETILIN) und der Partido Democrático (PD). Die Oppositionsparteien Congresso Nacional da Reconstrução Timorense (CNRT), Partidu Libertasaun Popular (PLP) und KHUNTO bildeten darauf im Parlament die Aliança da Maioria Parlamentar (AMP) (deutsch Allianz der Parlamentsmehrheit).
Nachdem Alkatiri weder seinen Haushalt noch das Regierungsprogramm gegen die AMP durchsetzen konnte, forderte die AMP Staatspräsident Francisco Guterres (FRETILIN) auf, ihr den Auftrag zur Bildung einer neuen Regierung zu geben. Nach Gesprächen mit Vertretern aller Parteien erklärte Guterres am 26. Januar 2018 stattdessen das Parlament für aufgelöst (Präsidiales Dekret Nr. 5/2018) und rief gemäß dem Wunsch von FRETILIN und PD Neuwahlen aus. Das Übergehen der parlamentarischen Mehrheit durch Präsident Guterres wurde von Kommentatoren und Staatswissenschaftler als „Angriff auf die Demokratie“ bewertet. Ihm und Alkatiri wurde „Dickköpfigkeit“ und „Arroganz“ vorgeworfen. Der Premierminister würde das Gesetz brechen, nur um an der Macht bleiben zu können.
Die Beendigung der Grenzstreitigkeiten zwischen Australien und Osttimor fiel in die Zeit zwischen Parlamentsauflösung und Neuwahl. Xanana Gusmão, der Führer des CNRT hatte als Chefunterhändler Osttimors erfolgreich einen neuen Vertrag über die Grenze in der Timorsee abschließen können. Am 6. März 2018 wurde ihm bei seiner Rückkehr nach Dili von Tausenden Osttimoresen ein triumphaler Empfang bereitet.

## Organisation
Am 7. Februar 2018 legte Präsident Guterres den Wahltermin auf den 12. Mai fest. Am 3. April wurde die Reihenfolge der Parteien und Bündnisse auf dem Stimmzettel festgelegt. Wie bereits bei den vorangegangenen Wahlen 2017 konnten die im Ausland lebenden Osttimoresen auch dort wählen. Wahllokale gab es in Lissabon, Porto, Darwin, Sydney, Melbourne, London, Oxford, Dungannon und Seoul.
Jede Liste einer Partei oder Bündnisses musste 65 Kandidaten und 65 Ersatzkandidaten enthalten. Jeder dritte Kandidat musste eine Frau sein. Die Sitzverteilung erfolgte in der Reihenfolge auf den Listen. Die Sitze wurden nach dem D’Hondt-Verfahren den Listen zugeteilt, wobei der letzte Sitz, im Fall mehrerer gleicher Höchstzahlen, der Partei mit den wenigsten Stimmen zugesprochen wurde.
Wie bei den Wahlen zuvor wurden Wähler, sobald sie gewählt hatten, am Finger mit einer violetten, nicht abwaschbaren Tinte markiert, um eine doppelte Stimmenabgabe zu verhindern. Die 4000 Flaschen Tinte wurde über das Entwicklungsprogramm der Vereinten Nationen (UNDP) für 110.000 Dollar gekauft. Dazu kamen noch Transportkosten.

## Parteien und Bündnisse

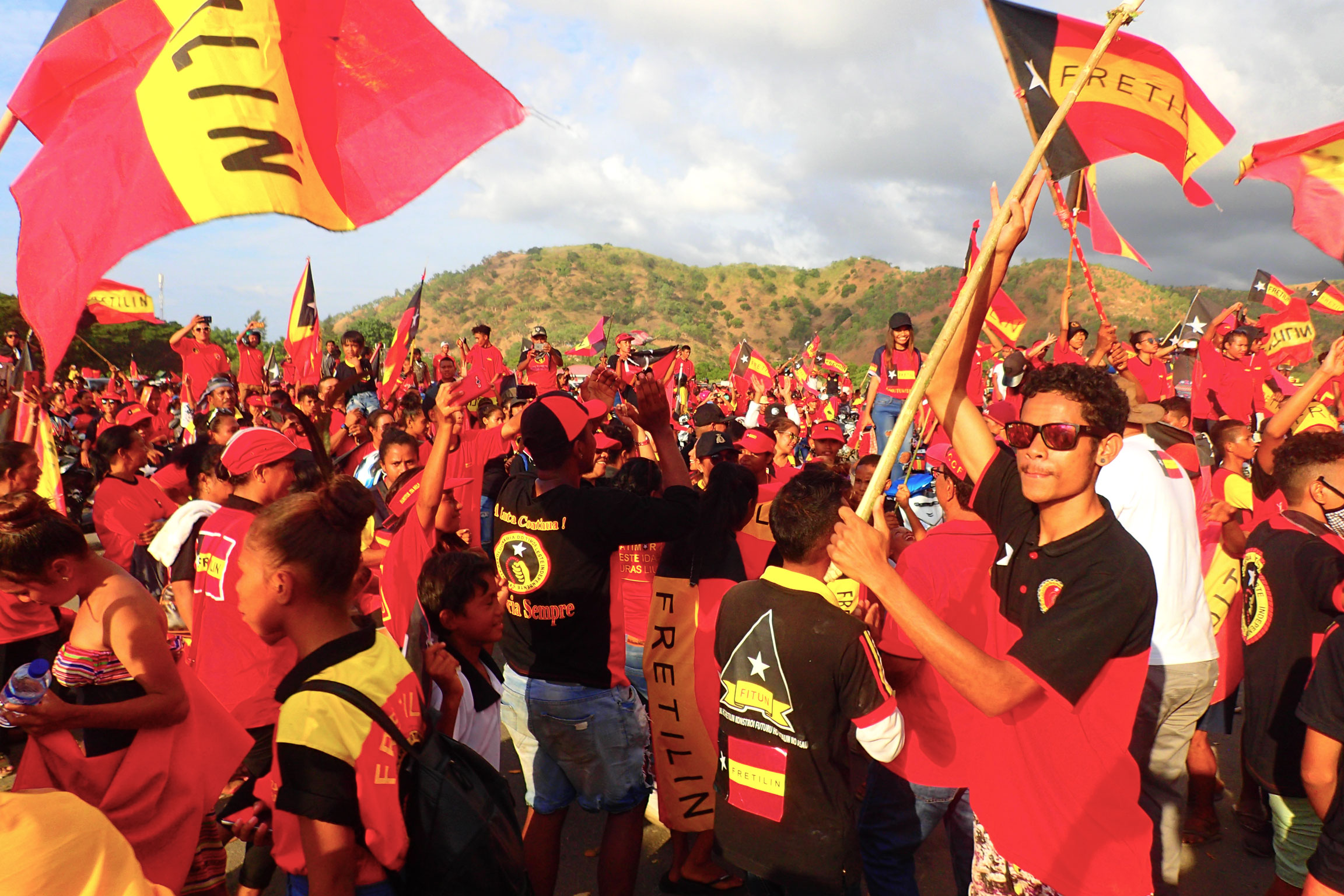
FRETILIN-Wahlkampfveranstaltung in Tasitolu

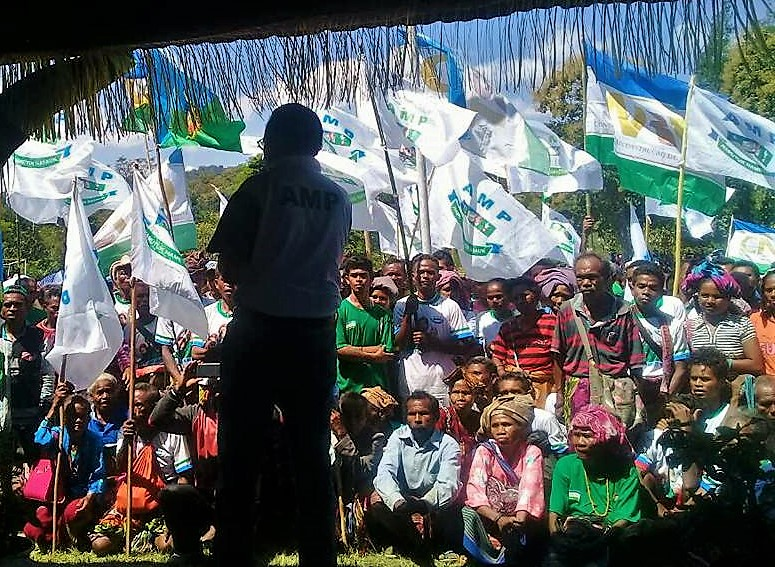
PLP-Vorsitzender Taur Matan Ruak bei einer AMP-Wahlkampfveranstaltung in Oesilo

Noch am 26. Januar schlossen die AMP und das Fórum Demokrátiku Nasionál (FDN), ein Bündnis (portugiesisch coligação) aus mehreren Kleinparteien, die nicht im Parlament vertreten sind, eine Vereinbarung die Kräfte der zwölf Parteien bei den anstehenden Wahlen zu vereinen. Am 1. Februar 2018 beschlossen die drei Parteien der AMP offiziell auch im Wahlkampf zusammenzuarbeiten. Dafür wurde das Bündnis in Aliança para Mudança e Progresso umbenannt. In einer Absichtserklärung wurde vereinbart, mit einer gemeinsamen Liste bei der Wahl antreten und nach der Wahl eine Koalition bilden zu wollen. Auch anderen Kräften, wie dem FDN stände es frei, sich der AMP anzuschließen. Auch FRETILIN und PD vereinbarten eine Zusammenarbeit im Wahlkampf. Eine gemeinsame Liste wurde von Alkatiri aber ausgeschlossen. Mit der Frenti Dezenvolvimentu Demokratiku (FDD) gründeten am 11. Dezember 2017 die Parteien Partidu Unidade Dezenvolvimentu Demokratiku (PUDD), Frenti-Mudança (FM), União Democrática Timorense (UDT) und Partido do Desenvolvimento Nacional (PDN) ein weiteres Bündnis.
Im März 2018 zerfiel die FDN. Teile von ihr bildeten die Movimento Social Democrata (MSD), andere die Movimentu Dezenvolvimentu Nasional (MDN). Schließlich vermeldete die Comissão Nacional de Eleições, dass sie mit AMP, MSD, MDN und FDD insgesamt vier Koalitionen zur Wahl zulässt. Würden die Parteien bei den Neuwahlen die gleiche Stimmenanzahl wie 2017 erhalten, würde die AMP 33 Sitze und damit die absolute Mehrheit der Sitze erhalten. Die FRETILIN bekäme 21 Sitze, die PD sechs und die FDD, deren Mitglieder zuvor nicht im Parlament vertreten waren, insgesamt fünf Sitze. Die anderen Bündnisse lägen selbst bei zusammengezählter Stimmenzahl unter der Vier-Prozent-Hürde.
Neben den vier Parteibündnissen taten vier Parteien bei der Wahl an: Die beiden bisher im Parlament vertretenden Regierungsparteien FRETILIN und PD sowie Partidu Republikanu PR und Partido Esperança da Pátria PEP. Die Liste der teilnehmenden Bewerber bei der Wahl mussten am 1. April vom Tribunal de Recurso de Timor-Leste bestätigt werden. Einsprüche gegen die Entscheidung konnten noch bis zum 4. April Einspruch erhoben werden. Ende März war noch gemeldet worden, dass es Anmeldungen der 2017 nicht angetretenen Klibur Oan Timor Asuwain KOTA und der damals nicht zugelassenen Associação Social-Democrata de Timor ASDT gäbe. Auf den am 3. April veröffentlichten Listen erschienen die beiden Parteien aber nicht mehr.
Die in der FDN verbliebenen Parteien Partido Democrática Republica de Timor PDRT, Partido Milénio Democrático PMD (beide ehemals im Bündnis Bloku Unidade Popular BUP) und Partido do Desenvolvimento Popular PDP gaben einen Wahlaufruf zugunsten der AMP ab. Auch die 2017 noch angetretene Partido Timorense Democrático PTD nahm an der Wahl 2018 nicht teil. Bereits 2017 nicht angetreten waren die registrierten Parteien Partido do Povo de Timor PPT, Partido Unidade Nacional PUN, Partido Republika Nacional Timor Leste PARENTIL, Partido Trabalhista Timorense PTT, Partidu Democrática Liberal PDL und Partido Nasionalista Timorense PNT.

## Wahlkampf

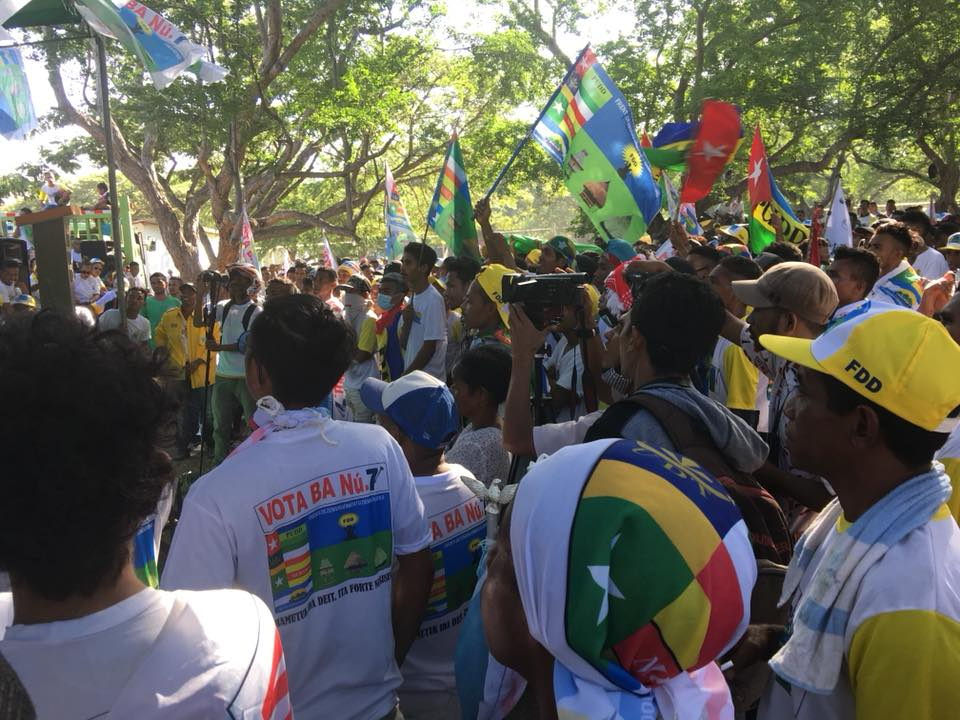
Wahlkampfveranstaltung der FDD in Tasitolu

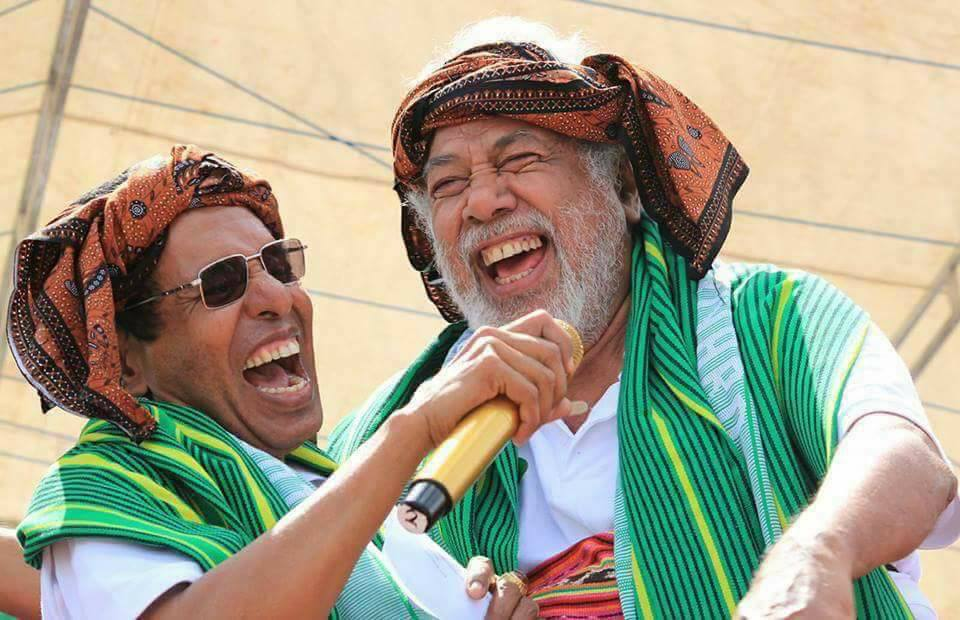
Die zwei Galionsfiguren der AMP bei einer Wahlkampfveranstaltung: Taur Matan Ruak und Xanana Gusmão

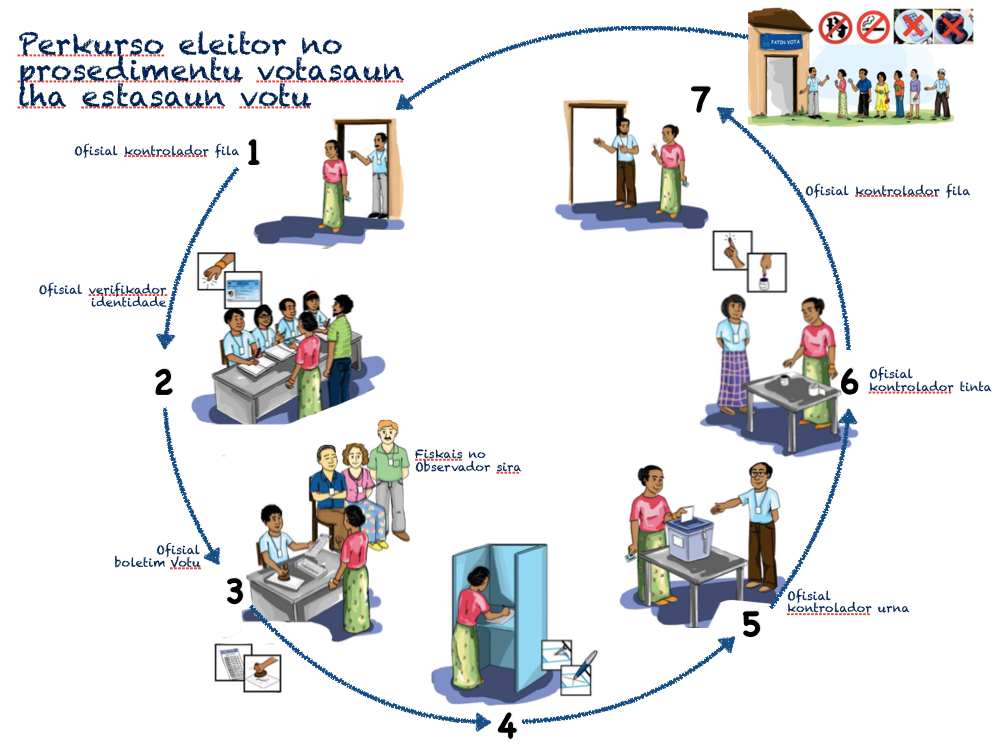
Wählerinformation zum richtigen Verhalten im Wahllokal

Am 9. April unterzeichneten die Parteien und Bündnisse einen „Pakt der Nationalen Einheit“, indem sie sich selbst zu friedlichen Wahlen verpflichteten. Die heiße Phase des Wahlkampfs begann offiziell am 10. April und endete am 9. Mai. Danach durften keine Wahlkampfveranstaltungen mehr stattfinden. Die Stimmung im Wahlkampf war allgemein sehr aufgeladen. Die Bedeutung von sozialen Netzwerke, wie Facebook, gegenüber traditioneller Medien, nahm im Vergleich zu früheren Wahlen weiter zu, was aber zu Problemen führte. Informationen wurden ebenso verbreitet, wie Beleidigungen, Diffamierungen und Drohungen gegenüber Politikern und traditionellen Führern. Die Polizei verhaftete im Vorfeld des offiziellen Wahlkampfes mehrere Personen, denen Beschimpfungen von Politikern vorgeworfen wurde. Allerdings sah das osttimoresische Strafrecht keine Konsequenzen bei Diffamierungen vor, weswegen die Festgenommenen wieder freigelassen wurden. Der Ton in den sozialen Netzwerken änderte sich nicht. Kritisiert wurde auch, dass selbst Journalisten über soziale Netzwerke Falschmeldungen verbreiteten und so für Groll in der Gesellschaft sorgten.
Am 5. Mai wurden zwei Fahrzeuge mit 18 CNRT-Anhängern in Viqueque attackiert und mehrere der Reisenden verletzt. Marí Alkatiri entschuldigte sich zwar im Namen der FRETILIN für den Angriff, die Nichtregierungsorganisation Fundasaun Mahein kritisierte aber, dass Maßnahmen ausblieben, um solche Übergriffe zu verhindern. Zudem sei der Wettstreit der Parteien von einer gewalttätigen Sprache dominiert gewesen, so wurden Parteimitglieder allgemein als Militantes bezeichnet. Auch in Laga soll es laut AMP-Angaben zu Übergriffen auf ihre Anhänger gekommen sein. Andererseits kam es zu einigen anti-muslimischen Äußerungen, was sich gegen den arabisch-stämmigen Alkatiri richtete.
Auffallend war, dass die Parteien weitgehend Größen aus dem Unabhängigkeitskampf als Galionsfiguren ihrer Kampagnen nutzten. Die AMP verwies dabei besonders, dass ihre Führer Xanana Gusmão und Taur Matan Ruak aus dem bewaffneten Widerstand im Lande stammten, während die Führungspersönlichkeiten der FRETILIN Alkatiri und José Ramos-Horta die indonesische Besatzungszeit (1975–1999) im Ausland an der „diplomatischen Front“ verbrachten. Die PD warb mit ihrem verstorbenen Gründer Fernando de Araújo, der die studentische Unabhängigkeitsbewegung in Indonesien (RENETIL) anführte, und die MSD mit den ebenfalls verstorbenen Mário Viegas Carrascalão und Francisco Xavier do Amaral.
Am 10. Mai warf der Präsident der Nationalen Wahlkommission (Comissão Nacional de Eleições CNE) Alcino Baris der AMP vor, sie würde unbegründete Verdächtigungen gegen die offiziellen Wahlorgane auf den sozialen Netzwerken verbreiten. In zwei Postings auf dem Facebook-Account der AMP sei gewarnt worden, Premierminister Alkatiri würde mit der CNE und dem Technischen Sekretariat der Wahlverwaltung (Secretariado Técnico de Administração Eleitoral STAE) „Mechanismen zum Umgang mit den vorgezogenen Wahlen vorbereiten“. So würden zusätzliche Stimmzettel gedruckt, „um die FRETILIN zum Sieger zu machen“ und man versuche mit „Geld und Reis“ Stimmen zu kaufen. Auch würden Wahlbeamte manipuliert. Beweise dafür fehlten laut Baris. Fidelis Leite Magalhães, Vizepräsident der AMP erklärte die Warnungen hätten gewisse Grundlagen und sollten Missbrauch und „vorsätzliche Fehler“ vermeiden helfen. Die ersten Berichte von nationalen und internationalen Wahlbeobachtern bewerteten die Wahlen als frei, fair und transparent. Neben Australien und der Europäischen Union stellten Wahlbeobachter unter anderem das International Republican Institute, die Ibero-American Group of Electoral Observers GIOE mit Vertretern aus Brasilien, Chile, Mexiko, Portugal und Venezuela und allein die katholische Kirche 900 Personen.

## Ergebnis und Folgen
| Offizielles Endergebnis |                                        |                                                              |                           |                                  |                                  |                              |                      |                      |                                       |
|                         | Position auf dem Stimmzettel           | Bündnis                                                      | Partei                    | Politische Ausrichtung           | Stimmen- anteil 2017             | Sitze im Parlament 2017–2018 | Stimmen- anzahl 2018 | Stimmen- anteil 2018 | Sitze im Parlament nach der Wahl 2018 |
| 1                       | -                                      | Partido Esperança da Pátria PEP                              | ?                         | 1,2 %                            | -                                | 5.060                        | 0,8 %                | -                    |                                       |
| 2                       | -                                      | Partido Democrático PD                                       | Mitte rechts              | 9,8 %                            | 7                                | 50.370                       | 8,1 %                | 5                    |                                       |
| 3                       | -                                      | Partidu Republikanu PR                                       | Mitte, sozialdemokratisch | 0,7 %                            | -                                | 4.125                        | 0,7 %                | -                    |                                       |
| 4                       | -                                      | FRETILIN                                                     | links                     | 29,7 %                           | 23                               | 213.324                      | 34,2 %               | 23                   |                                       |
| 5                       | Movimento Social Democrata MSD         | Centro Acção Social Democrata Timorense CASDT                | konservativ               | 0,4 %                            | -                                |                              |                      |                      |                                       |
| 5                       | Movimento Social Democrata MSD         | Partido Social Democrata PSD                                 | konservativ               | 0,8 %                            | -                                |                              |                      |                      |                                       |
| 5                       | Movimento Social Democrata MSD         | Partido Socialista de Timor PST                              | marxistisch-leninistisch  | 0,9 %                            | -                                |                              |                      |                      |                                       |
| 5                       | Movimento Social Democrata MSD         | Partido Democrata Cristão PDC                                | christlich                | 0,3 %                            | -                                |                              |                      |                      |                                       |
| 5                       | Movimento Social Democrata MSD         | Gesamt                                                       | Gesamt                    | 2,4 %                            | -                                | 3.188                        | 0,5 %                | -                    |                                       |
| 6                       | Movimentu Dezenvolvimentu Nasional MDN | Associação Popular Monarquia Timorense APMT                  | monarchistisch            | 1,0 %                            | -                                |                              |                      |                      |                                       |
| 6                       | Movimentu Dezenvolvimentu Nasional MDN | Partidu Liberta Povu Aileba PLPA                             | konservativ               | Teil des Bündnisses BUP (0,9 % ) | Teil des Bündnisses BUP (0,9 % ) |                              |                      |                      |                                       |
| 6                       | Movimentu Dezenvolvimentu Nasional MDN | Movimentu Libertasaun ba Povu Maubere MLPM                   | Mitte links               | 0,2 %                            | -                                |                              |                      |                      |                                       |
| 6                       | Movimentu Dezenvolvimentu Nasional MDN | União Nacional Democrática de Resistência Timorense UNDERTIM | ?                         | 0,2 %                            | -                                |                              |                      |                      |                                       |
| 6                       | Movimentu Dezenvolvimentu Nasional MDN | Gesamt                                                       | Gesamt                    | 1,4 % (ohne PLPA)                | -                                | 4.494                        | 0,7 %                | -                    |                                       |
| 7                       | Frenti Dezenvolvimentu Demokratiku FDD | Partidu Unidade Dezenvolvimentu Demokratiku PUDD             | ?                         | 2,8 %                            | -                                |                              |                      |                      |                                       |
| 7                       | Frenti Dezenvolvimentu Demokratiku FDD | União Democrática Timorense UDT                              | konservativ               | 2,0 %                            | -                                |                              |                      |                      |                                       |
| 7                       | Frenti Dezenvolvimentu Demokratiku FDD | Frenti-Mudança FM                                            | sozialdemokratisch        | 1,6 %                            | -                                |                              |                      |                      |                                       |
| 7                       | Frenti Dezenvolvimentu Demokratiku FDD | Partido do Desenvolvimento Nacional PDN                      | konservativ               | 0,7 %                            | -                                |                              |                      |                      |                                       |
| 7                       | Frenti Dezenvolvimentu Demokratiku FDD | Gesamt                                                       | Gesamt                    | 7,1 %                            | -                                | 34.301                       | 5,5 %                | 3                    |                                       |
| 8                       | Aliança para Mudança e Progresso AMP   | Congresso Nacional da Reconstrução Timorense CNRT            | konservativ               | 29,5 %                           | 22                               |                              |                      |                      |                                       |
| 8                       | Aliança para Mudança e Progresso AMP   | Partidu Libertasaun Popular PLP                              | anti-Korruption           | 10,6 %                           | 8                                |                              |                      |                      |                                       |
| 8                       | Aliança para Mudança e Progresso AMP   | Kmanek Haburas Unidade Nasional Timor Oan KHUNTO             | anti-Establishment        | 6,4 %                            | 5                                |                              |                      |                      |                                       |
| 8                       | Aliança para Mudança e Progresso AMP   | Gesamt                                                       | Gesamt                    | 46,5 %                           | 35                               | 309.663                      | 49,6 %               | 34                   |                                       |

| Wahlbeteiligung und ungültige Stimmen |         |          |
| | Stimmen | %        |
| gültige Stimmen | 624.525 | 98,33 %  |
| ungültige Stimmen (nulos)* | 7.544   | 1,19 %   |
| leere Stimmzettel (mamuk, branku) | 2.998   | 0,47 %   |
| zurückgewiesene Stimmzettel (rejeitados, rezeitadu) | 20      | 0,00 %   |
| verwaiste Stimmzettel (abandonados) | 29      | 0,00 %   |
| Gesamt (Wahlbeteiligung: 80,98 %) | 635.116 | 100,00 % |
| * Mit „nulos“ werden Stimmzettel gewertet, bei denen die Wahl nicht eindeutig ist, z. B. bei Lochungen bei zwei Parteien oder außerhalb der Kästchen, so dass eine Zuordnung nicht möglich ist. |         |          |

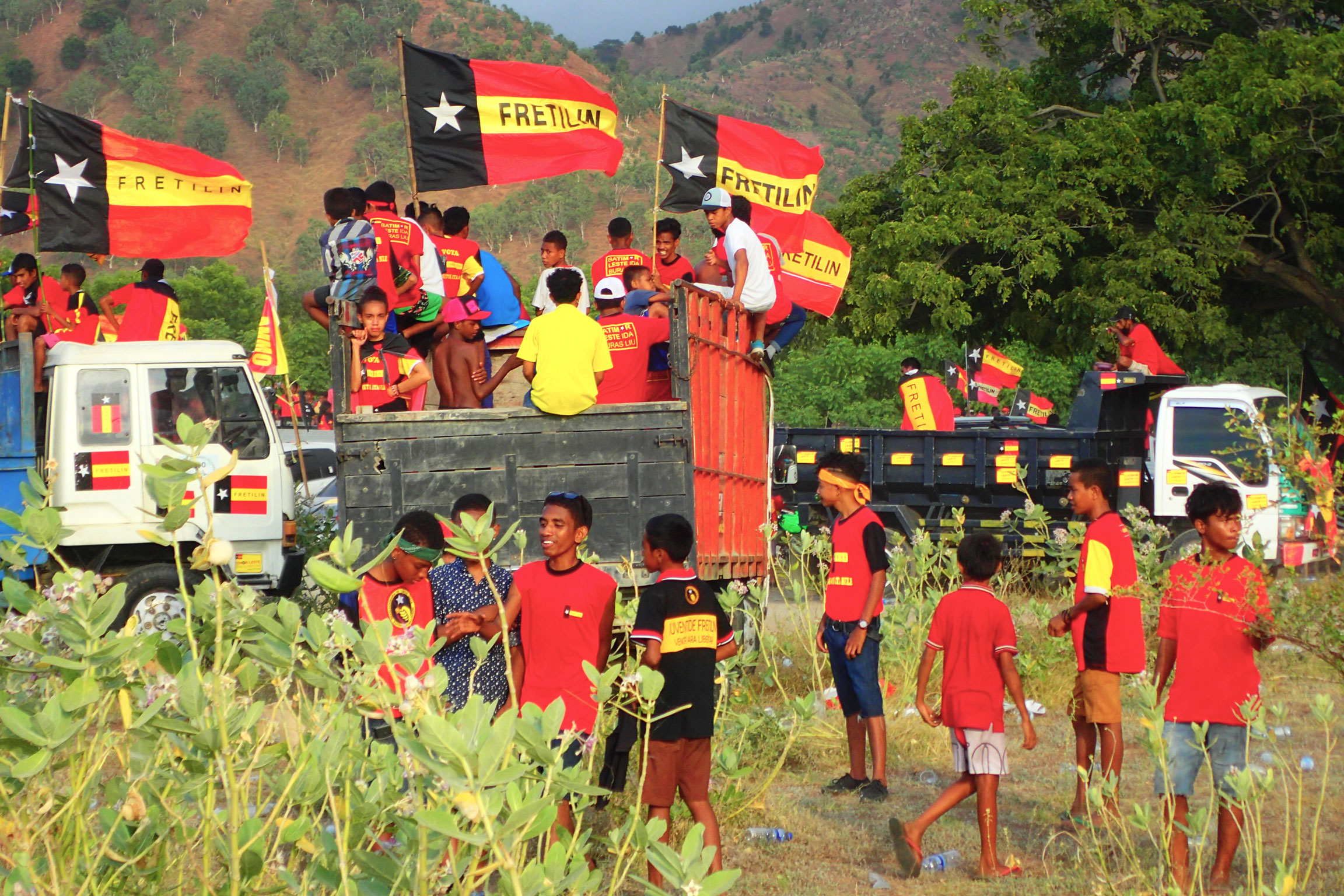
FRETILIN-Anhänger während des Wahlkampfes

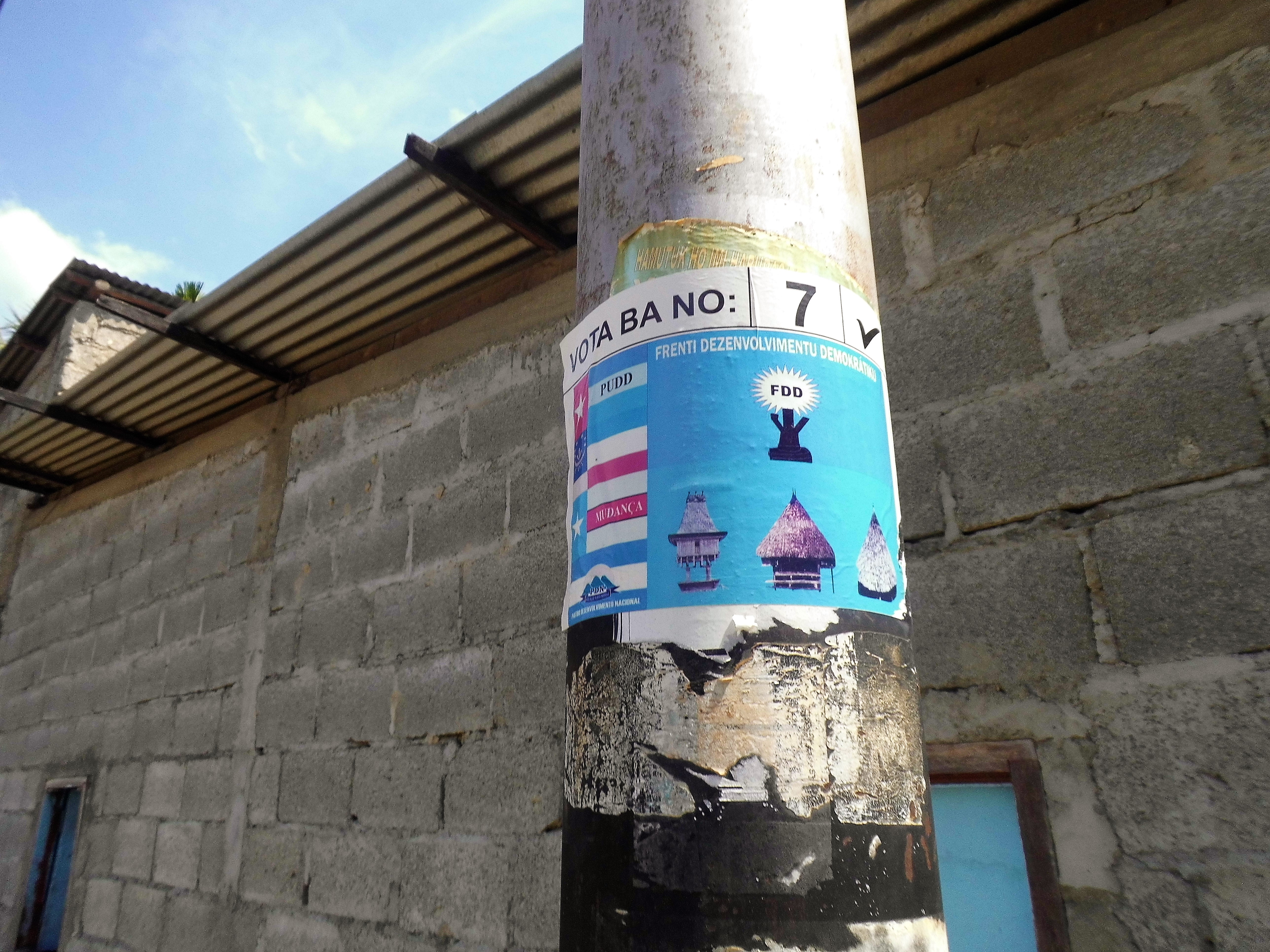
Wahlplakat der FDD

Die Wahllokale schlossen um 15 Uhr. Die Wahlbeteiligung betrug 80,98 %, 5 % höher als im Vorjahr. 326.272 der abgegebenen Stimmen stammten von Männern, 308.844 von Frauen. Nach dem vorläufigen amtlichen Endergebnis nach der Auszählung von 98 % der Stimmen gewann die AMP die absolute Mehrheit im Parlament mit 34 von 65 Sitzen. Einen Sitz musste sie an die neueingezogene FDD abgeben, die zwei weitere Sitze von der PD gewinnen konnte. Die FRETILIN konnte ihre Sitzanzahl halten. Die AMP konnte vor allem im Westen die Mehrheit in den Gemeinden gewinnen. Auffällig die Zweitplatzierung der FRETILIN hinter der AMP in Oe-Cusse Ambeno, wofür der lokale FRETILIN-Chef Arsénio Bano die persönliche Verantwortung übernahm und sich über Facebook öffentlich entschuldigte, während aus seiner Partei Zweifel über die Richtigkeit des Ergebnisses in Oe-Cusse Ambeno zu vernehmen waren. Die FRETILIN hatte hier gegenüber den letzten Wahlen fast 11 % (mehr als 3.000 Stimmen) verloren, während die AMP nun auf über 58 % kam (+19 %). In Dili konnte die FRETILIN große Gewinne verzeichnen und wurde in ihren alten Hochburgen Baucau, Viqueque und Lautém wieder stärkste Partei.
Die Führung der PD erklärte am 15. Mai, dass sie das Wahlergebnis akzeptieren würde und konstruktive Opposition betreiben wolle. Xanana Gusmão erklärte am selben Tag in einer Pressekonferenz, dass die AMP einverstanden sei, dass das Wahlergebnis geprüft wird und begegneten Fälschungsvermutungen aus den Reihen der FRETILIN. Alkatiri äußerte insbesondere im Bezug auf das Ergebnis in Oe-Cusse Ambeno den Verdacht, hier gäbe es Unregelmäßigkeiten, die er überprüfen lassen wollte. Auch Gusmão sprach von „kleinen Fehlern“, so gäbe es in Dili Unterschiede in der Stimmzahl zwischen der Stimmzählung und dem veröffentlichten Ergebnis der STAE. Das endgültige, vorläufige Ergebnis veröffentlichte die CNE am 17. Mai.
Am 19. Mai gab Alkatiri bekannt, die FRETILIN sammle Beweise für „kriminelle Wahlvergehen“, die sie dem Tribunal de Recurso vorlegen wolle, vor dem man Berufung gegen das Wahlergebnis einlegte. Aus Oe-Cusse Ambeno hätte man bereits mehrere Beweise, wo „Autos mit Fremden“ gesehen worden wären. Man werde aber jede Entscheidung des Gerichts akzeptieren. Zu den Vorwürfen gehörten Stimmenkauf, Verwendung falscher Papiere, fehlende Stimmzettel in einem Wahlzentrum und Beschwerden über die Zählung der Stimmen. Am 22. Mai forderte der Präsident des Tribunals Deolindo dos Santos weitere Unterlagen von der CNE an. Da diese für ein Urteil fehlten, sei die eigentlich vorgegebene 72-Stunden-Frist zur Urteilsfindung noch nicht abgelaufen. Am 23. Mai wies das Gericht die Beschwerde der FRETILIN als „völlig unbegründet“ zurück und verkündete am 28. Mai, wie im Wahlkalender im Jornal da República vorgesehen, endgültig offiziell das amtliche Endergebnis. Die FRETILIN kündete nun an, man wolle gegenüber der AMP-Regierung eine starke Opposition sein.
Am 1. Juni nominierte die AMP Taur Matan Ruak zu ihrem Kandidaten für das Amt des Premierministers. Das neue Parlament trat erstmals am 13. Juni zusammen. Taur Matan Ruak wurde am 22. Juni als Premierminister vereidigt.